# Джуди (собака)
Джу́ди (1936, Шанхай — 17 февраля 1950, Начингвеа, Танганьика) — корабельная собака породы пойнтер, несшая службу на британских канонерских лодках «Нэт» и «Грассхоппер» перед и во время Второй мировой войны. C началом войны стала любимицей экипажа, предупреждая лаем о подлёте самолётов противника прежде, чем те обнаруживались постовыми. В 1939 году часть команды «Нэта» была переведёна на корабль «Грассхоппер» и Джуди вместе с ней отправилась к берегам Сингапура. Там собака была на борту во время Сингапурского сражения. В феврале 1942 года во время рейда корабль подвергся нападению японских бомбардировщиков и был потоплен. Джуди едва не погибла в полузатопленном судне, будучи заваленной упавшими стеллажами. Собаку спас матрос, вернувшийся на вынесенный на мель «Грассхоппер» в поисках сохранившихся припасов.
Спасшаяся команда добралась до необитаемого острова вблизи Суматры. Моряки испытывали острую нехватку питьевой воды. Пользуясь своим чутьём, Джуди отыскала и отрыла на берегу несколько источников пресной воды. Тем самым спасла свою команду от гибели. Набравшаяся сил команда отправилась вглубь острова. Найдя несколько китайских лодок-джонок и установив на них паруса, моряки сумели достичь Суматры. Затем команда отправилась в 200-мильный поход через остров в попытке достичь Паданга — столицы провинции Западная Суматра, надеясь выйти на войска британцев или союзных войск. Но вскоре на острове появились японцы, которые взяли британских матросов в плен и отправили их в один из концлагерей. Один из солдат спрятал Джуди в своём заплечном мешке. В августе 1942 года в плену Джуди встретилась со своим новым хозяином — пилотом Королевских ВВС Фрэнком Уильямсом, которому она преданно служила до своих последних дней. Уильямс убедил коменданта лагеря зарегистрировать Джуди как военнопленного. В результате собака была зарегистрирована под номером POW81A. Она стала первой собакой, официально зарегистрированной в качестве военнопленного во время Второй мировой войны.
В дальнейшем Джуди приходилось некоторое время скрываться в джунглях от агрессивно настроенных надзирателей. Во время крушения корабля «Харугику-Мару», перевозившего пленных (в том числе Ф. Уильямса), Джуди удалось выжить самой и помочь людям, оказавшимся в воде, подталкивая к ним плавающие предметы. Уже в новом лагере Фрэнк и Джуди вновь встретились. Во время вспышки педикулёза охранники лагеря хотели убить собаку. Однако Уильямсу удавалось прятать Джуди вплоть до освобождения пленных прибывшими союзными войсками. По возвращении в Великобританию, Джуди провела шесть месяцев в карантине. После этого ей вручили медаль Марии Дикин, высшую воинскую награду для животных. Джуди умерла в 1950 году в Танзании, где её хозяин Фрэнк Уильямс работал по программе британского правительства, доставляя продовольствие местному населению. На её могиле в Африке у озера Танганьика установлен гранитный памятник с табличкой, где описаны все её подвиги. Медаль и ошейник Джуди по сей день хранятся в Лондоне в Имперском военном музее.

## Ранние годы
Джуди — чистокровная собака породы пойнтер печёночно-белого окраса. Родилась в собачьем питомнике Шанхая в 1936 году. Будучи ещё щенком, сбежала из приюта, до 6-месячного возраста местный лавочник держал её у себя. После столкновения с моряками японской канонерки собаку нашёл работник из собачьего питомника и вернул обратно. Первоначальную кличку собаки Шади (англ. Shudi) англифицировали, став именовать Джуди (англ. Judy).
Осенью 1936 года команда канонерской лодки «Нэт», несшая службу на реке Янцзы, решила взять на борт животное в качестве талисмана корабля. Тем более экипажи соседних кораблей, входивших в группировку Китайской станции ВМС Великобритании — «Би», «Цикада», «Крикет», уже имели свои талисманы. Лейтенант-коммандер Уолдергрэйв и главный старшина Джеффри приобрели Джуди в питомнике и представили её экипажу. Поначалу матросы хотели натаскать собаку, сделав из неё подружейную охотничью. Но вскоре команда начала относиться к Джуди как к домашней любимице. В судовом журнале Джеффри отметил, что «шансы сделать из неё охотничью весьма малы».

## Военная служба

### На «Нэте»

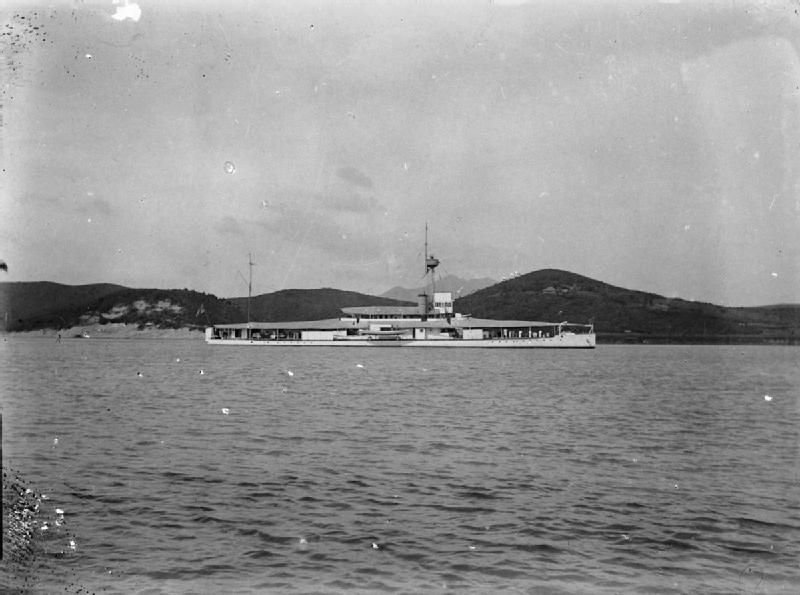
Корабль «Нэт» в 1922 году.

«Хранителем корабельной собаки» выбрали судового мясника Яна Купера. Джуди предоставили коробку-лежанку с одеялом для сна и отдыха. Начали отучать собаку от самовольного гуляния в определённых местах на корабле, таких, например, как камбуз, где повара китайцы недолюбливали собаку. В ноябре 1936 года Джуди упала за борт в реку Янцзы. К счастью, Чарльз Джеффри заметил её. Пришлось остановить корабль и отправить лодки к тонущему животному, которое в итоге спасли.
Пройдя послеремонтные испытания, «Нэт» встретился с кораблём «Ледибёрд», на борту которого имелся корабельный пёс. Джуди не проявляла к нему интереса, несмотря на то, что пёс увлёкся ею. Ранним утром после отплытия «Ледибёрда» Джуди лаем оповестила команду «Нэта» о приближении речных пиратов, которые собирались проникнуть на корабль в темноте. Атаку удалось легко отразить из-за потери разбойниками эффекта внезапности. Несколько дней спустя Джуди доставили на берег с целью попытки обучить её охотничьим навыкам. На протяжении всего пребывания на «Нэте» матросы пытались сделать из неё охотничью собаку, но все усилия оказались безуспешными.

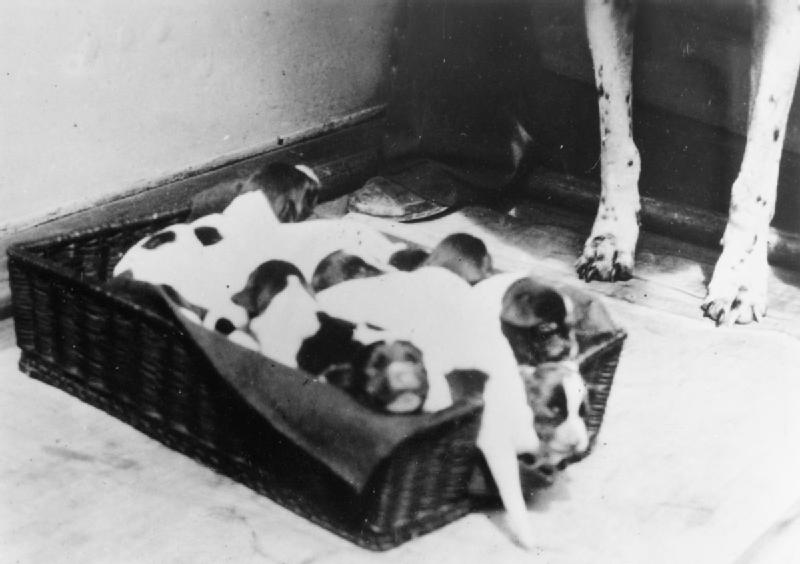
Щенки Джуди в корзине.

Джуди славилась тем, что предупреждала лаем о подлёте самолётов противника прежде, чем те обнаруживались экипажем корабля. Впервые это произошло ещё до войны, когда несколько самолётов пролетели рядом с «Нэтом», Джуди лаяла до тех пор, пока они не скрылись из виду. Как-то раз, во время стоянки в Цзюцзяне Джеффри взял собаку за город. Во время прогулки Джуди резко побежала вперёд, потянув за собой Чарльза. Оглянувшись назад, Джеффри понял, что собака тянула его от затаившегося леопарда. В ноябре 1937 года во время встречи «Нэта» с американской канонеркой «Панай» произошёл забавный случай. Экипаж «Панаи» устроил на своём борту приём гостей с «Нэта». После вечеринки, вернувшийся экипаж обнаружил, что Джуди нет на «Нэте». Они связались с «Панаей» с помощью сигнального прожектора, но американцы настаивали на том, что не видели у себя на борту собаку. И всё же на следующее утро матросы узнали от китайского торговца, что Джуди была на «Панае». В отместку, снова посетив американцев, англичане похитили судовой колокол «Панаи». Затем предложили колокол обратно в обмен на Джуди. Собака была возвращена в течение часа.
В начале 1938 года Джеффри и Купер были отправлены обратно в Великобританию в рамках смены экипажа. Во время стоянки в Ханькоу Джуди приглянулся кобель пойнтера Пауль с французской канонерки «Фрэнсис Гарнье». Экипажи кораблей решили сделать импровизированную свадебную церемонию для двух собак. Французский пойнтер Пауль находился на «Нэте» в течение трёх дней, прежде чем вернуться на свой корабль. Вскоре Джуди забеременела и родила тринадцать щенков. В октябре того же года Джуди была вовлечена в следующий инцидент, положивший конец её выходам на берег Ханькоу. Джуди гуляла с двумя матросами с «Нэта» во время их встречи с японскими солдатами, им не понравилось присутствие собаки на берегу. Произошла потасовка, японцы нацелили своё оружие на собаку. Через несколько дней на борт «Нэта» для переговоров поднялись японские офицеры. Было решено, что для безопасности Джуди ей следует оставаться на корабле.

### На «Грассхоппере»

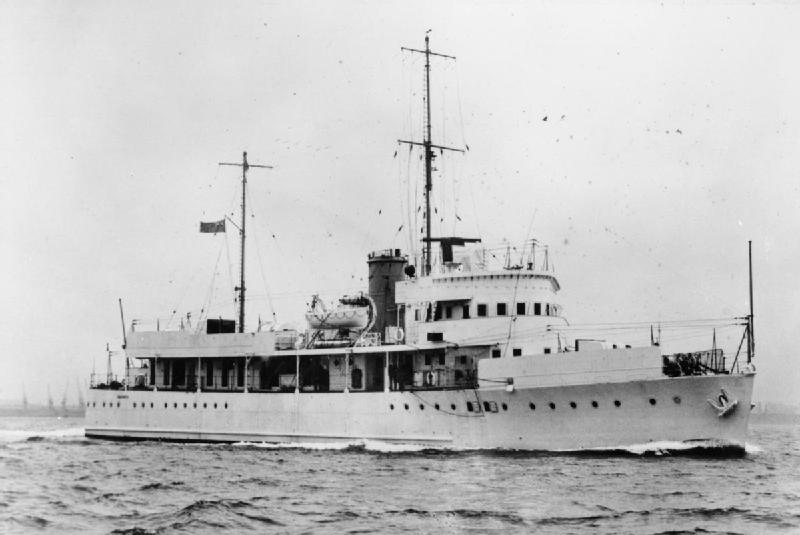
Корабль «Грассхоппер» в 1940 году.

В июне 1939 года на реку Янцзы прибыли несколько более новых канонерских лодок, призванные заменить на службе старые типы. Часть команды «Нэта» перешла на новый корабль «Грассхоппер», в том числе и Джуди. В это время Джуди страдала морской болезнью, однако к времени прибытия на базу она поправилась.
Первоначальное пребывание в Сингапуре было мирным, Джуди неделю прожила на берегу, в доме таможенника. Корабль редко использовался вплоть до января 1942 года, когда его вместе с другими канонерскими лодками пришлось применить для обстрела противника в Малайской операции, чтобы обеспечить отход войск. Также его использовали для проведения эвакуации. Сингапурское сражение состоялось 8-15 февраля 1942 года. К 11 февраля «Грассхоппер» и его аналог «Драгонфлай» были самыми крупными судами, оставшимися в Сингапуре. 13 февраля кораблям было приказано эвакуировать персонал базы и покинуть Сингапур. Суда отплыли в 9 вечера этого же дня, шли вместе.
Корабли направились к архипелагу Линга в Голландской Ост-Индии, в надежде использовать группу островов в качестве укрытия. Когда они уже подходили к цели, Джуди просигнализировала лаем приближение японских самолётов, зенитчики заняли свои места. Вскоре «Грассхоппер» был поражён сброшенной бомбой. «Драгонфлай» быстро затонул после попадания в него трёх бомб. Японские бомбардировщики Ki-21 совершили несколько заходов. Экипажу «Грассхоппера» был отдан приказ покинуть корабль, так как огонь опасно приблизился к отсеку с боеприпасами. Команде удалось выплыть на берег острова. Джуди среди спасшихся не оказалось.
Остров был необитаемый, резко стал вопрос с добычей пищи и пресной воды. «Грассхоппер» тем временем вынесло на мель необитаемого острова Синкеп вблизи Суматры. Было решено отправить к кораблю старшину Джорджа Уайта для поиска возможно сохранившихся припасов. Он доплыл до «Грассхоппера» и стал искать вещи, которые могут оказаться полезными. Когда Уайт зашёл в подпалубный отсек, в темноте он увидел живую Джуди, заваленную стеллажами. Соорудив плот, Джордж и Джуди поплыли обратно на остров. Спасшаяся команда так бы и погибла от жажды на этом острове. Но вскоре Джуди, пользуясь своим чутьём, отыскала и отрыла на берегу несколько источников свежей воды. Тем самым Джуди спасла жизни матросам.
Набравшись сил, команда пошла вглубь острова. Найдя несколько китайских лодок-джонок, и установив на них паруса, сумели дойти до Суматры. Затем команда отправилась в 200-мильный поход через остров в попытке достичь Паданга — столицы провинции Западная Суматра, надеясь выйти на войска британцев или союзных войск. Но вскоре на остров высадились японские войска, захватив англичан в нескольких километрах от места назначения и отправив в концентрационный лагерь.

### В плену

#### Медан
Матросы стали военнопленными. Первоначально их держали в Паданге. Джуди удалось спрятать в пустых мешках из-под риса. Через пять дней они прибыли в лагерь Глоугоур (Gloegoer) для военнопленных в городе Медан, провинция Северная Суматра. Главный старшина Леонард Уильямс писал: «начались 4 года изматывающего труда, пыток, голода и издевательств». В августе 1942 года в Медане Джуди встретилась со своим новым хозяином, которому преданно служила до последнего вздоха. С того дня пилот Королевских ВВС Фрэнк Уильямс делил свой скромный паёк — две горстки вареного риса — на двоих. Многие заключённые были обязаны своей жизнью Джуди. Она всегда старалась отвлечь внимание тюремщиков, когда те жестоко обращались с Уильямсом и другими узниками. Было очевидно, что Джуди ненавидит охранников — и это чувство было взаимным. Рычание и лай приводили их в бешенство. Чтобы спасти животное от неминуемой гибели, Фрэнк задумал убедить коменданта лагеря зарегистрировать Джуди как военнопленного. Он выбрал момент, когда комендант был мертвецки пьян, и добыл подпись на заветном приказе, пообещав ему при этом одного из будущих щенков Джуди. В результате собака была зарегистрирована под номером POW81A.
Во время пребывания в лагере Джуди неоднократно предупреждала пленников о приближающихся охранниках, нахождении в опасной близости змей или скорпионов. Часто бегала в джунгли в поисках пищи, где добывала змей, крыс, обезьян и делилась пойманным с Уильямсом. За время заключения Джуди родила щенков, один был подарен коменданту лагеря, как ему и обещал Уильямс, другой был тайно вынесен за пределы лагеря местными женщинами, приносившими еду заключённым.
В июне 1944 года заключённых, включая Фрэнка Уильямса, отправили в Сингапур на транспортном корабле «Харугику-Мару» (Harugiku Maru). Собак на борт не пускали, тогда Уильямс спрятал Джуди внутри мешка из под риса, научив её лежать неподвижно и молчать. По пути в Сингапур на корабле от нестерпимой жары страдали сотни военнопленных, а совсем рядом, незримая для охраны, в мешке с рисом несколько суток тихо сидела собака. При входе в порт Сингапура корабль был торпедирован британской подводной лодкой «Тракьюлент». Среди общей паники и неразберихи Фрэнку удалось вытолкнуть Джуди через иллюминатор. После чего он сам покинул корабль, не зная дальнейшую судьбу своей собаки. Из 1190 военнопленных, находившихся на судне, погибло 198.

#### Возвращение на Суматру
Вскоре Фрэнк Уильямс был подобран японскими войсками, взят в плен и отправлен в новый лагерь. Уже позже, от других пленных, Фрэнк узнал, что после крушения судна Джуди помогала людям, оказавшимся в воде, подталкивая к ним плавающие предметы. Собаку вытащили на сушу другие моряки с «Харугику-Мару». В порту Джуди подобрал Лэс Сирли, который попытался провезти её в лагерь в перевозящем военнопленных грузовике. Тем не менее собаку обнаружил японский офицер, угрожая её застрелить. Но в конечном итоге Сирли разрешили находиться в лагере вместе с собакой.
Уильямс уже потерял всякую надежду увидеть Джуди, однако скоро его ждал сюрприз. Он писал: «Я не мог поверить своим глазам. Когда я оказался в лагере, тощая собака толкнула меня в спину. Я обернулся. Я никогда не был так рад видеть Джуди. И я думаю, она чувствовала то же самое!». После четырёх недель пребывания в новом лагере пленники снова были перевезены на Суматру. Вместе с другими заключёнными Фрэнк и Джуди целый год прокладывали железнодорожные пути в джунглях Суматры. Болезни в лагере военнопленных носили эндемический характер — дизентерия, малярия, холера. Ежедневный рацион питания состоял из нескольких плодов тапиока и личинок, которыми Фрэнк продолжал делиться с Джуди. Уильямс в будущем приписывал именно своей собаке его спасение в плену. Он писал: «Я каждый день благодарил бога за Джуди, сказал Франк. Она спасла мне жизнь во многих отношениях. Я смотрел на неё и на те, усталые, налитые кровью глаза, задавая себе вопрос: „Что произошло бы с ней, если бы я умер?“. И это придавало мне сил. Я должен был продолжать бороться за жизнь.».

## После войны. Награды

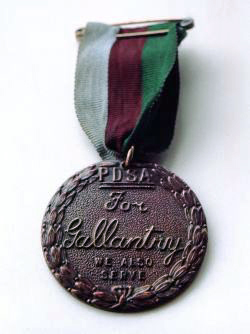
Медаль Марии Дикин.

После завершения Второй мировой войны военнопленные всё ещё оставались под стражей. Как раз в это время в лагере началась вспышка педикулёза. Охранники лагеря хотели убить собаку. Однако Уильямсу удавалось прятать Джуди вплоть до освобождения пленных прибывшими союзными войсками. Уильямс и Сирл отдали собаку в руки судового кока, который обещал позаботиться о ней. По возвращении в Великобританию, Джуди провела шесть месяцев в карантине в Хакбридже. Уильямс и Джуди вновь встретились 29 апреля 1946 года и сразу отправились в Лондон. Там Джуди вручили медаль Марии Дикин, высшую воинскую награду для животных. Джуди была единственной собакой, которую официально зачислили в ряды Ассоциации британских военнопленных. В мае 1946 года председатель ассоциации майор Тарбат прикрепил бронзовую медаль Марии Дикин на ошейник Джуди на специальной церемонии. История сохранила его краткую речь: «За отвагу и выносливость в условиях японской тюрьмы, лагеря, которые помогли сохранить боевой дух среди своих товарищей по заключению, а также за сохранение жизни многих людей с помощью ума и преданности».

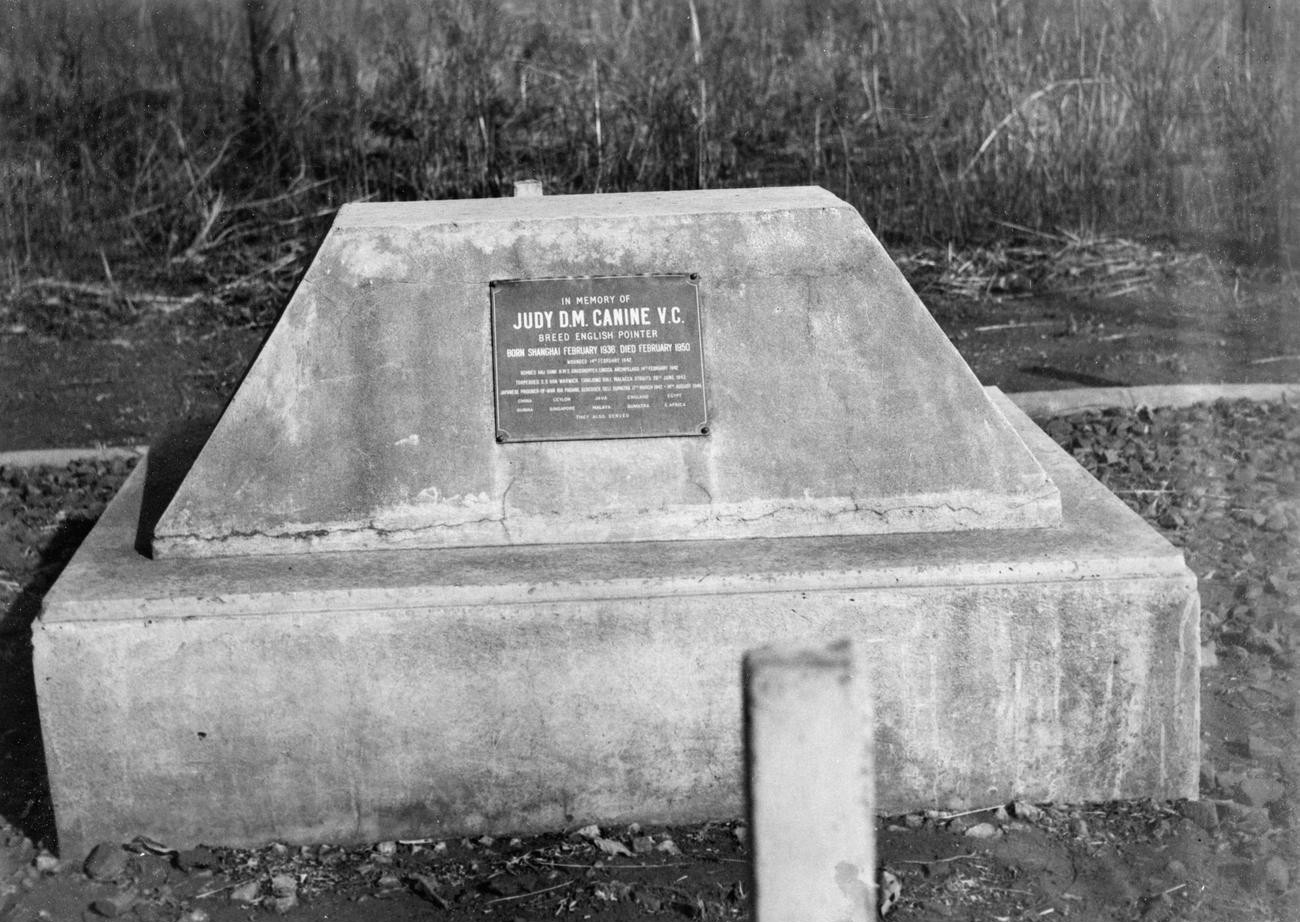
Могила Джуди в Танзании, Африка.

В последующий год Фрэнк и Джуди навестили родственников погибших военнопленных. Фрэнк отмечал, что присутствие собаки на встречах успокаивало и утешало родственников. 10 мая 1948 года Уильямс и Джуди отправились работать в Восточную Африку, доставляя продовольствие местному населению в рамках программы британского правительства. В Африке Джуди родила ещё троих щенков. По прошествии двух лет Джуди внезапно пропала без вести. Поиск привел Фрэнка к старой хижине, где лежала слабая и беспомощная собака. Ветеринарным врачом была диагностирована опухоль, и было принято решение усыпить Джуди, которая к тому моменту прожила около 13 лет. На её могиле в Африке у озера Танганьика Фрэнк Уильямс установил мемориальный камень — памятник из гранита с бронзовой табличкой, где описаны все её подвиги.
27 февраля 1972 года Джуди была помянута в церквях Госпорта и Портсмута во время богослужений, а в 1992 году её история была рассказана в детской передаче «Blue Peter» британского телевидения. С 2006 года медаль и ошейник Джуди хранятся в Лондоне в Имперском военном музее.